# Viktor von Lang

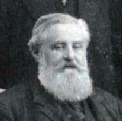
Viktor von Lang

Viktor von Lang (* 2. März 1838 in Wiener Neustadt; † 3. Juli 1921 in Wien) war ein österreichischer Physiker und Mitbegründer und Pionier der Erforschung der Kristallographie.

## Leben
Während des achtsemestrigen Studiums an der Philosophischen Fakultät der Universität Wien arbeitete Lang drei Jahre hindurch am dortigen Physikalischen Institut. Er promovierte 1859 über „Physikalische Verhältnisse kristallisierter Körper“ an der Universität Gießen und verfügte über frühe wissenschaftliche Verbindungen zu Paris und London.
Lang arbeitete nach seiner Promotion ein Jahr bei Gustav Robert Kirchhoff und Robert Wilhelm Bunsen in Heidelberg und übersiedelte dann nach Paris zu dem Experimentalphysiker Henri Victor Regnault.
1861 kehrte er nach Wien zurück und habilitierte sich über „Die Physik der Kristalle“. Er wurde zunächst an das Kensington Museum in London berufen; nach zweijähriger Tätigkeit erhielt er 1864 einen Ruf als außerordentlicher Professor für Physik in Graz, 1866 folgte schließlich die Berufung auf den Lehrstuhl für Physik in Wien als Nachfolger von August Kunzek von Lichton (1795–1865).
Lang arbeitete wissenschaftlich auf einem breiten Gebiet der Physik. Sein lebenslanges Hauptthema waren die physikalischen Eigenschaften der Kristalle.
Er starb 1921 im 84. Lebensjahr in Wien. 1929 wurde ihm im Arkadenhof der Universität ein Denkmal errichtet. Er war Ehrendoktor der Universität Oxford, Mitglied der Deutschen Akademie der Naturforscher Leopoldina und Mitglied der Französischen Ehrenlegion. 1897 war er Vorsitzender der Gesellschaft Deutscher Naturforscher und Ärzte.

## Bedeutung
Er wird zu den Pionieren und Begründern der Kristallphysik gezählt. Zu seinen Schülern zählten Franz Serafin Exner, Johann Puluj, Ernst Lecher, Anton Lampa, Felix Ehrenhaft. Die beiden letzteren schlossen sich später dem Kreis von Franz Serafin Exner an.
Das Mineral Langit wurde zu seinen Ehren benannt.